# Stromsteuergesetz (Deutschland)
Das Stromsteuergesetz (kurz: StromStG) regelt die Besteuerung des Verbrauchs von elektrischem Strom durch eine Stromsteuer in Deutschland.

## Stromsteuer
Die Stromsteuer wurde 1999 im Rahmen des Gesetzes zum Einstieg in die ökologische Steuerreform eingeführt (Ökosteuer). Die Stromsteuer ist eine indirekte Verbrauchssteuer. Sie fällt beim Stromversorger an, wenn Strom von einem Letztverbraucher aus dem Versorgungsnetz entnommen wird, und bei Eigenerzeugern, die Strom zum Selbstverbrauch entnehmen. Stromversorger geben die Stromsteuer im Strompreis an die Letztverbraucher weiter. Die Stromsteuer beträgt seit 2003 2,05 ct/kWh; für verschiedene Zwecke (z. B. Bahnstrom, produzierendes Gewerbe) gibt es reduzierte Steuersätze. Unternehmen des produzierenden Gewerbes können zudem unter bestimmten Voraussetzungen einen großen Teil der zu zahlenden Stromsteuer erlassen bzw. der gezahlten Stromsteuer erstattet bekommen („Spitzenausgleich“).
Zuständig für die Erhebung der Stromsteuer sind die Hauptzollämter. Als Bundessteuer steht ihr Aufkommen dem Bund zu. Im Jahr 2019 betrug das Steueraufkommen aus der Stromsteuer etwa 6,7 Mrd. €.

## Geschichte
Die Stromsteuer wurde zum 1. April 1999 eingeführt, um lt. Gesetzesbegründung Energie durch höhere Besteuerung zu verteuern (und damit dem Beispiel anderer EU-Staaten, wie z. B. Dänemark, den Niederlanden und Österreich zu folgen) sowie um über eine Entlastung der Beitragszahler in der Sozialversicherung die Lohnnebenkosten zu senken. Sie war gemeinsam mit einer Erhöhung der Mineralölsteuer Teil des Einstiegs in die Ökologische Steuerreform, mit der Energie verteuert und Arbeit billiger gemacht werden sollte.
Die Einnahmen aus der Steuer wurden bei Einführung zu ca. 90 % zur Finanzierung des Zuschusses in die Rentenkasse verwendet. Dadurch konnte der Arbeitnehmer- und der Arbeitgeberanteil an den Beiträgen zur Rentenversicherung abgesenkt werden. Im Jahr 1998 – vor Einführung der Stromsteuer – betrug der Arbeitgeberanteil noch 10,15 % (50 % des gesamten Beitragssatzes von 20,3 %); durch die Einnahmen aus der Ökosteuer (neben der Stromsteuer auch ein Aufschlag auf die Mineralölsteuer) konnte zum 1. April 1999 der Beitragssatz auf 19,5 % (und dementsprechend der Arbeitgeberanteil auf 9,75 %, also um 0,4 %) verringert werden. Im Jahr 2013 beträgt der Gesamtbeitragssatz 18,9 %, der Arbeitgeberanteil daher 9,45 %.

## Steuergegenstand und Steuerhöhe
| Entwicklung der Steuersätze | Entwicklung der Steuersätze | Entwicklung der Steuersätze | Entwicklung der Steuersätze | Entwicklung der Steuersätze | Entwicklung der Steuersätze | Entwicklung der Steuersätze | Entwicklung der Steuersätze |
| --------------------------- | --------------------------- | --------------------------- | --------------------------- | --------------------------- | --------------------------- | --------------------------- | --------------------------- |
| 1999                        | 2000                        | 2001                        | 2002                        | 2003                        | 2004–2006                   | 2007–2014                   |                             |
|                             | Pf/kWh                      | Pf/kWh                      | Pf/kWh                      | ct/kWh                      | ct/kWh                      | ct/kWh                      | ct/kWh                      |
| Regelsteuersatz             | 2,0                         | 2,5                         | 3,0                         | 1,79                        | 2,05                        | 2,05                        | 2,05                        |
| reduzierter Steuersatz für: |                             |                             |                             |                             |                             |                             |                             |
| • Nachtspeicherheizungen    | 1,0                         | 1,25                        | 1,5                         | 0,9                         | 1,23                        | voller Satz                 |                             |
| • Bahnstrom/Fahrbetrieb     | 1,0                         | 1,25                        | 1,5                         | 0,9                         | 1,02                        | 1,142                       | 1,142                       |

Besteuert wird der Verbrauch von elektrischem Strom im deutschen Steuergebiet (Bundesrepublik Deutschland ohne Büsingen am Hochrhein und Helgoland) (§ 1 StromStG). Die Verwaltung obliegt der Bundeszollverwaltung, das Aufkommen steht dem Bund zu.
Der reguläre Steuersatz beträgt seit 2003 20,5 €/MWh (entsprechend 2,05 ct/kWh) (§ 3 StromStG). Zur Entwicklung der Steuersätze und für Beispiele zu Steuerentlastungen siehe die nebenstehende Übersicht.

## Steuerschuldner
Die Steuer fällt immer dann an, wenn ein Letztverbraucher Strom eines im Steuergebiet ansässigen Versorgers aus dem Versorgungsnetz entnimmt bzw. wenn ein Eigenerzeuger Strom zum Selbstverbrauch entnimmt. Steuerschuldner sind in diesen Fällen der Versorger bzw. der Eigenerzeuger (§ 5 StromStG). Wenn Verbraucher Strom von einem Versorger beziehen, der nicht im Steuergebiet ansässig ist, entsteht die Steuer ebenfalls durch Stromentnahme aus dem Versorgungsnetz, Steuerschuldner ist dann der Letztverbraucher (§ 7 StromStG). Die Steuer entsteht auch, wenn widerrechtlich Strom aus dem Versorgungsnetz entnommen wird.
Der Begriff Letztverbraucher stammt aus dem Energiewirtschaftsgesetz, Letztverbraucher ist jemand, der Strom aus dem Versorgungsnetz entnimmt und für eigene Zwecke verbraucht, also Endkunden. Versorger ist nach § 2 StromStG jemand, der Strom leistet. Der Begriff leisten ist „liefern“ gleichzusetzen; typische Versorger sind Stadtwerke oder Energieversorgungsunternehmen.
Die Steuerschuldner müssen ihre Steuerschuld selbst berechnen und (monatlich oder jährlich) beim Hauptzollamt anmelden (Steueranmeldung, § 8 StromStG). Stromversorger und Eigenerzeuger benötigen grundsätzlich eine Erlaubnis des Hauptzollamtes (§ 4 StromStG); es sei denn, der Eigenerzeuger besitzt eine Erlaubnis als Versorger oder der selbst genutzte Strom ist von der Stromsteuer befreit (siehe unten, z. B. Notstromanlagen oder Strom, der in Anlagen mit einer elektrischen Nennleistung von bis zu 2 Megawatt erzeugt wird und im „räumlichen Zusammenhang“ mit der Anlage verbraucht wird).

## Steuerentlastungen

### Steuerbefreiungen und Steuerermäßigungen
Von der Stromsteuer befreit sind (§ 9 Abs. 1 StromStG):
- Strom aus erneuerbaren Energieträgern, wenn er aus einem ausschließlich aus solchen Energieträgern gespeisten Netz entnommen wird. Erneuerbare Energieträger in diesem Sinne sind Wasser- und Windkraft, Sonnenenergie, Erdwärme, Deponiegas, Klärgas und Biomasse.
- Strom zur Verwendung bei der Stromerzeugung. Definitionsgemäß wird Strom dann zur Stromerzeugung entnommen, wenn er in den Neben- und Hilfsanlagen einer Stromerzeugungseinheit insbesondere zur Wasseraufbereitung, Dampferzeugerwasserspeisung, Frischluftversorgung, Brennstoffversorgung und Rauchgasreinigung oder in Pumpspeicherkraftwerken von den Pumpen zum Fördern der Speichermedien zur Erzeugung von Strom verbraucht wird.
- Strom aus Anlagen mit einer elektrischen Nennleistung von bis zu 2 Megawatt, wenn er vom Anlagenbetreiber in einem räumlichen Zusammenhang zur Anlage verbraucht wird (darunter fallen vermutlich auch diesel-elektrische Antriebe und Hybridautos).
- Strom, der in Notstromaggregaten zur vorübergehenden Stromversorgung erzeugt wird.
- Strom, der an Bord von Schiffen oder Luftfahrzeugen erzeugt und dort verbraucht wird.

Ein ermäßigter Steuersatz (von 11,42 Euro/MWh) gilt nach § 9 Abs. 2 StromStG für den Schienenbahnverkehr und Oberleitungsbusse sowie nach § 9 Abs. 3 StromStG für die von Land aus erfolgende Stromversorgung von Wasserfahrzeugen (Steuersatz von 0,50 Euro/MWh), ausgenommen private nicht-gewerbliche Schifffahrt.

### Entlastungen für Unternehmen des produzierenden Gewerbes
Unternehmen des produzierenden Gewerbes kann für Strom, der für bestimmte Prozesse und Verfahren entnommen wurde, die Stromsteuer auf Antrag erlassen oder erstattet werden; für Strom, der für andere Zwecke entnommen wurde, wird in den meisten Fällen auf Antrag eine Entlastung von 5,13 Euro/MWh gewährt (die Unternehmen zahlen also noch 15,37 Euro/MWh). Unter bestimmten Voraussetzung kann ein großer Anteil dieser Summe erlassen oder erstattet werden („Spitzenausgleich“).
Als Unternehmen des produzierenden Gewerbes, für die diese Regelungen zutreffen, gelten nach § 2 StromStG Unternehmen, die den Abschnitten C (Bergbau und Gewinnung von Steinen und Erden), D (Verarbeitendes Gewerbe), E (Energie- und Wasserversorgung) oder F (Baugewerbe) der Klassifikation der Wirtschaftszweige des Statistischen Bundesamtes, Ausgabe 2003 (WZ 2003) zuzuordnen sind.
Die Entlastung erfolgt im Hinblick auf die internationale Wettbewerbsfähigkeit der deutschen Wirtschaft.

#### Strom für bestimmte Prozesse und Verfahren
Nach § 9a StromStG wird auf Antrag die Steuer auf Strom, der für bestimmte energieintensive Prozesse und Verfahren entnommen wird, erlassen oder erstattet. Zu diesen Prozessen oder Verfahren gehören zum Beispiel:
- Elektrolyse
- Herstellung von Glas, Ziegeln, Zement
- Metallerzeugung und -bearbeitung
- chemische Reduktionsverfahren.

Die Steuerbefreiung für bestimmte Prozesse und Verfahren wurde im Jahr 2014 von rund 5.000 Unternehmen in Anspruch genommen.

#### Steuerentlastung für Unternehmen
Nach § 9b StromStG wird Unternehmen des produzierenden Gewerbes und Unternehmen der Land- und Forstwirtschaft für betrieblich verwendeten Strom auf Antrag eine Entlastung von 5,13 € je Megawattstunde auf 15,37 € je Megawattstunde gewährt, soweit ein Sockelbetrag von 250 € überschritten wird.
Die Ermäßigung für das produzierende Gewerbe wurde im Jahr 2014 von knapp 53.000 Unternehmen in Anspruch genommen.

#### Spitzenausgleich
Den Spitzenausgleich gibt es analog auch im Energiesteuergesetz.

##### Entlastung durch Spitzenausgleich
Unternehmen des produzierenden Gewerbes können nach § 10 StromStG unter bestimmten Voraussetzungen vom sogenannten Spitzenausgleich profitieren. Dabei kann dem Unternehmen die nach Anwendung des § 9b StromStG verbleibende Steuerlast erlassen oder erstattet werden. Diese „Entlastung in Sonderfällen“ (der sogenannte Spitzenausgleich) wird nur gewährt, soweit die Steuerbelastung 1.000 € im Kalenderjahr übersteigt (Selbstbehalt/Sockelbetrag). Die Höhe der Entlastung hängt von der Differenz der Stromsteuer, die über den Sockelbetrag hinausgeht, und der (fiktiven) Entlastung ab, die sich daraus ergibt, dass seit Einführung der Stromsteuer die Rentenversicherungsbeiträge gesunken sind (bei der allgemeinen Rentenversicherung von 20,3 % vor Einführung der Stromsteuer auf aktuell 18,9 %; bei einem Arbeitgeberanteil von 50 % bedeutet dies für Arbeitgeber im Jahr 2013 eine Senkung um 0,7 %; den „Unterschiedsbetrag“). Höchstens 90 % dieser Differenz werden erlassen, erstattet oder vergütet.
Diese Berechnungsformel führt dazu, dass Unternehmen mit hohem Stromverbrauch und wenigen (rentenversicherungspflichtigen) Beschäftigten besonders vom Spitzenausgleich profitieren.
| Steuer                                                                                         | 12.505,00 € |
| ./. Sockelbetrag                                                                               | 01.000,00 € |
| Zwischensumme                                                                                  | 11.505,00 € |
| ./. Unterschiedsbetrag Arbeitgeberanteil all- gemeine Rentenversicherung (0,7 % von 500.000 €) | 03.500,00 € |
| Steuer übersteigt Unterschiedsbetrag um                                                        | 08.005,00 € |
| Davon 90 % (= Erstattungsbetrag)                                                               | 07.204,50 € |

Beispiel für die Berechnung:
Ein Unternehmen des produzierenden Gewerbes zahlt im Jahr 2013 12.505 Euro Stromsteuer (die Erstattung nach § 9b StromStG ist dabei bereits abgezogen). Das Unternehmen beschäftigt 20 Arbeitnehmer und zahlt für diese ein rentenversicherungspflichtiges Entgelt von 500.000 €. Das Unternehmen stellt einen Antrag auf Erstattung der Stromsteuer nach § 10 StromStG. Der zu erstattende Betrag berechnet sich entsprechend der nebenstehenden Übersicht.
Die Anträge sind beim Hauptzollamt zu stellen, in dessen Bezirk der Antragsteller seinen Geschäfts- oder Wohnsitz hat.
Der Spitzenausgleich wurde im Jahr 2014 von etwa 29.500 Unternehmen in Anspruch genommen.
Die Feststellung der Bundesregierung nach § 10 Abs. 3 Nr. 2 des Stromsteuergesetzes wurde Ende 2019 bekanntgemacht (BGBl. I S. 2941).

##### Neuregelung ab 2013
Am 9. November 2012 hat der Bundestag ein Gesetz zur Änderung des Energiesteuer- und des Stromsteuergesetzes beschlossen. Hintergrund der Neuregelung war zum einen die Notwendigkeit, die Forderung der Europäischen Kommission zu erfüllen, für die Gewährung der Steuererleichterungen eine Gegenleistung von den begünstigten Unternehmen zu verlangen. Nur unter dieser Voraussetzung ist die notwendige Verlängerung der Ende 2012 auslaufenden beihilferechtlichen Genehmigung dieser Steuererleichterung möglich gewesen. Zum anderen setzt die Bundesregierung damit die in ihrem Energiekonzept aus dem Jahr 2010 enthaltene Ankündigung um, die Effizienzpotenziale in der Industrie durch die Verknüpfung von Steuervergünstigungen mit der Einführung von Energiemanagementsystemen auszuschöpfen.
Damit werden von Unternehmen, die den Spitzenausgleich in Anspruch nehmen wollen, Gegenleistungen zur Steigerung der Energieeffizienz verlangt. So müssen Unternehmen zum einen ein zertifiziertes Energiemanagementsystem nach ISO 50001 oder ein registriertes Umweltmanagementsystems nach EMAS nachweisen; kleine und mittlere Unternehmen im Sinne der Empfehlung 2003/361/EG der Europäischen Kommission können abweichend davon auch alternative Systeme zur Verbesserung der Energieeffizienz betreiben, die einen geringeren Erfüllungsaufwand bedeuten: Diese müssen entweder den Anforderungen der Norm DIN EN 16247-1 entsprechen oder den Anforderungen der Anlage 2 der das Energie- und Stromsteuergesetz konkretisierenden „Verordnung über Systeme zur Verbesserung der Energieeffizienz im Zusammenhang mit der Entlastung von der Energie- und Stromsteuer in Sonderfällen (Spitzenausgleich-Effizienzsystemverordnung – SpaEfV)“.
Für die Antragsjahre 2013 und 2014 gilt noch eine Übergangsregelung, wonach Unternehmen bei der Antragsstellung nur nachweisen müssen, dass sie mit der Einführung eines solchen Managementsystems begonnen haben. Die Anforderungen an die Nachweisführung sind ebenfalls in der Spitzenausgleich-Effizienzsystemverordnung geregelt. Bei der Einführung kann ein „horizontaler Ansatz“ oder ein „vertikaler Ansatz“ gewählt werden. Beim „horizontalen Ansatz“ muss das Managementsystem im Jahr 2013 25 Prozent des gesamten Energieverbrauchs umfassen, im Jahr 2014 60 Prozent. Beim „vertikalen Ansatz“ muss im Jahr 2013 ein kleiner Teil der Anforderungen aus der Norm bzw. der Verordnung, im Jahr 2014 ein größerer Teil der Anforderungen erfüllt werden. Die Erfüllung der Anforderungen ist durch ein Testat eines akkreditierten Zertifizierers oder eines Umweltgutachters nachzuweisen.
Ab 2015 hängt die Gewährung und die Höhe des Spitzenausgleiches zusätzlich davon ab, ob das produzierende Gewerbe in Deutschland insgesamt die zwischen Bundesregierung und deutscher Wirtschaft vereinbarte Steigerung der Energieeffizienz von 1,3 Prozent pro Jahr erreicht. Dazu wird in einem Gutachten ab 2015 jährlich die Verbesserung der Energieeffizienz über alle betroffenen Unternehmen ermittelt und von der Bundesregierung im Bundesgesetzblatt veröffentlicht. Wird das Ziel nicht erreicht, sinkt der Spitzenausgleich oder kann auch ganz entfallen.